# 취저우 난가배
취저우 란커배(중국어 간체자: 衢州·烂柯杯中国围棋冠军赛, 정체자: 衢州·爛柯杯中國圍棋冠軍賽)는 중국바둑협회, 저장성 체육국이 주최, 주관하고 취저우 시 인민정부가 후원하는 중국의 바둑 기전이다. 우승 상금은 180만 위안, 준우승 상금은 60만 위안이다.금년(2024년) 이 제2회이고 8월21일 열린 결승대국에서 한국의 신진서 9단이 중국의 구츠하오 9단에게 전날에 이어 2대0으로 이겨 우승했다.